# 库尔勒市
库尔勒市（維吾爾語：كورلا شەھىرى‎，拉丁维文：Korla Shehiri），别名梨城，是中国新疆维吾尔自治区巴音郭楞蒙古自治州下辖县级市，是巴音郭楞蒙古自治州的首府。库尔勒在维吾尔语中是“眺望”之意。该市位于新疆中部，塔里木河下游，天山山脉南麓、塔里木盆地东北边缘，博斯腾湖西南。东与博湖县相邻，南与尉犁县相接，西与轮台县相依，北与焉耆回族自治县相交。全市辖域面积为6787.26平方公里，常住人口55万人，流动人口近40万人，有汉、维、回、蒙等23个民族。库尔勒市城市建成区面积2013年扩大到113平方公里，城镇化率达到73%，2025年城市建成区面积达到131平方公里。

## 历史

### 上古
新石器时代孔雀河流域就有人类活动，市境大部曾属西域36国之一的渠犁国。古丝绸之路也从这里经过。古渠犁国在且末國西北，精绝（今民丰县）之北，尉犂國（今塔什店镇至博斯腾湖以南一带）西南，山国（今尉犁县铁干里克镇东北）以西，乌垒（今轮台县策大雅）东南，其范围相当于今库尔勒市境及尉犁县西北、轮台县东南一部分。居民主要是使用吐火羅語的高加索人種，信奉祆教。
前176年，匈奴冒顿单于由蒙古高原入侵西域，各小國紛紛臣服，匈奴右日逐王在焉耆、危须、尉犁三国之間設置僮仆都尉，管理西域屬國（僮僕）的貢賦，渠犁受僮仆都尉控制。
前101年，西汉進軍西域，在渠犁设使者校尉，往西域屯田。前60年，匈奴日逐王先贤掸投奔西漢，帶來了西域的宗主權，西汉政府便在乌垒（今轮台县策大雅南）设立西域都護府，任命郑吉为首位都护，在河曲（今孔雀河的转弯处）建造埒娄城，归降汉朝的匈奴日逐王部众也被安置在河曲。
16年，西域都护李崇被匈奴擊败，撤退到龟兹（今庫車），埒娄城被匈奴攻下。46年，莎車王贤攻打龟兹，埒娄城被莎車奪走，屬於莎車國乌垒州。数年之后，龟兹杀乌垒王，取得乌垒国土地。74年，東漢派遣西域都护陈睦，重回埒娄城，但隔年埒娄城就被焉耆攻佔。
91年，東漢在樓蘭設立西域長史府總部。94年，班超利用龟兹、鄯善等八国兵征伐焉耆、危须、尉犁，斩焉耆王广、尉犁王于埒娄城，東漢重新在西域站穩腳跟。127年，班超之子西域长史班勇与敦煌太守张朗分南北道攻打焉耆国，张朗由爵离城（即埒娄城）先至爵离关（今铁门关），攻打焉耆王元孟，最後焉耆投降。448年（北魏太平真君九年），北魏成周公万度归討伐焉耆，在當地設置軍事機構焉耆镇，並在庫爾勒建立柳驴城。

### 中古
七世紀起，焉耆王龍突騎支開始與唐（桃花石）交好。630年（贞观四年），玄奘取經經過庫爾勒。648年，唐朝军队进攻龟兹，在西域設安西四鎮，庫爾勒属焉耆都督府。670年（咸亨元年），吐蕃攻陷安西四镇，五年後被唐軍奪回。682年，吐蕃再次攻陷安西四鎮。三年後再次被唐軍奪回。687年，吐蕃第三次攻陷安西四鎮，五年後被王孝杰率領唐軍第三次奪回。此後歷經一段平和歲月，直到751年，唐在怛羅斯戰役大敗，元氣大傷。789年，吐蕃徹底奪下安西四鎮。
西元840年，回鹘受黠戛斯所迫，由懷建可汗厖特勒率領西迁，从吐蕃手中夺取焉耆各地。856年，懷建可汗西迁到焉耆，称為「亦都護」（Idiqut，幸福之主），有20万民眾。860年，懷建可汗被异母弟库尔特勤擊败处死，安西回鹘的重心移到北庭、吐鲁番一带。833年，吐蕃末代贊普朗達瑪被刺殺。866年，西州回鹘首领仆固俊打败吐蕃首领尚巩热，吐蕃势力退出西域。此後兩百年間，受到喀喇汗國的影響，西域開始突厥化與伊斯蘭化。
1122年，西州回鹘降服于西遼（喀喇契丹）。西遼大多採取宗教寬容政策，直到1211年，乃蠻屈出律篡奪西遼帝位，穆斯林與基督徒被強迫改宗佛教，遭到宗教迫害。1218年，成吉思汗派哲別率軍攻打西遼，哲別進入喀什噶爾後宣布宗教自由，西遼屈出律政府慘遭喀什噶爾人民報復，被蒙古消滅。此後巴音郭勒為察合台汗國及東察合台汗國封地，察合台後裔敗亡之後，成為南遷的瓦剌（衛拉特）蒙古游牧区。

### 近現代
1677年，白山派引噶尔丹进兵回疆，擊敗黑山派，開始准噶尔汗国的统治。1759年（乾隆二十四年），大清国擊敗准噶尔，平定大小和卓之亂以后，将焉耆定名为喀喇沙尔，派驻办事大臣一员。1759年（清乾隆二十四年），清于库尔勒设三品阿奇木伯克一员，管理库尔勒庄，并设守备驻军。
1867年（同治六年），浩罕汗國支持哲德沙爾汗國（Yettishar）奪取库尔勒。1877年（清光绪三年十月），清军收复库尔勒。維吾爾史家穆薩·賽拉米（Musa Sayrami）記載，1877年5月30日，哲德沙爾汗阿古柏（Yaqub Beg）在庫爾勒被葉爾羌尼牙孜·哈基姆·伯克（Niyaz Hakim Beg）毒死，但其他說法表示阿古柏是自殺或戰死的。
1887 年，榮赫鵬（Francis Younghusband）在從北京到印度的壯遊中途經「庫爾利亞」（Korlia）。他形容庫爾勒城繁榮昌盛，周圍鄉村農作良好，耕地面積很多。玉米似乎是主要作物，但也種植水稻。有一個漢人小城，大約400碼（370m）見方，泥牆高約35英尺（11m），還有一條護城河。角上有圓形堡壘，但城門沒有。以南一英里是突厥城，但城牆已成廢墟，城內有一條長約 700碼（640m）的大街。「商店比喀喇沙爾（焉耆）好一些，但不如吐魯番好。」
1899年（清光绪二十五年），喀喇沙尔直隶厅升为焉耆府。库尔勒为焉耆府治地。
1917年（民国六年），设库尔勒县佐，属焉耆县。1920年（民国九年）7月11日，设焉耆道，辖库尔勒县佐。1930年（民国十九年），焉耆道改为焉耆行政长官公署，同年库尔勒县佐改为设治局，属焉耆行政长官公署。1939年（民国二十八年），库尔勒设治局升格为县，属焉耆行政督察专员公署。
1950年4月12日，焉耆专员公署成立，库尔勒县为焉耆专署辖治。1954年6月，撤销焉耆专员公署，分别设置巴音郭楞蒙古自治区（辖焉耆回族自治县、和靖县、和硕县，州府驻焉耆）和库尔勒专署（辖库尔勒县、轮台县、尉犁县、婼羌县、且末县）。库尔勒县为库尔勒专署辖治。1960年12月1日，库尔勒专署并入巴音郭楞蒙古自治州，州府由焉耆县南迁库尔勒县城。1979年6月23日，划出库尔勒县的库尔勒镇、新城、团结3个办事处和铁克其、英下、恰尔巴格3个公社，以及原属焉耆县的塔什店办事处，成立库尔勒市。同年9月30日，库尔勒市正式成立，由巴音郭楞蒙古自治州领导。
1983年8月19日，撤销库尔勒县，县所辖区域并入库尔勒市。1984年4月10日，库尔勒县正式并入库尔勒市，仍隶属巴音郭楞蒙古自治州。2009年7月20日，尉犁县西尼尔镇调整建制划归库尔勒市管辖。
2012年，境内中部设新疆生产建设兵团第二师的铁门关市。

## 人口
2020年末，根据第七次人口普查数据显示：全市常住人口为779352人。

## 地理
库尔勒市位于新疆中部，地处塔里木盆地东北缘的库尔勒绿洲，北倚天山支脉库鲁克山和霍拉山，南临塔克拉玛干沙漠，全市行政区域面积7268平方公里，东西长127公里，南北宽105公里。库尔勒是南疆交通枢纽，国道218、314横贯全境，南疆铁路经此，并有民航班机通乌鲁木齐。市区北面的霍拉山和东面的库鲁克山中间长达14公里的铁门关峡谷为通往南疆的重要通道。源于博斯腾湖的孔雀河穿越铁门关，流经库尔勒绿洲中央。由于博斯腾湖的调节，孔雀河流量常年稳定，水清质好，平均年径流量为12.1亿立方米。塔里木河流经库尔勒市西南边缘。
库尔勒市为欧亚大陆暖温带干旱气候，光热资源十分丰富，全年总日照数2990小时，无霜期每年平均210天，年平均气温11.4℃，最低为–28℃，年平均降水量58.6毫米，年最大蒸发为2788.2毫米，主导风向东北风。由于北面有霍拉山，东面有库鲁克山的阻挡，北方的冷空气和焉耆盆地的湿润空气侵入库尔勒市境的势力明显减弱。铁门关成为南北疆气候的自然分界线。
| 库尔勒市气象数据（1971年至2000年） | 库尔勒市气象数据（1971年至2000年） | 库尔勒市气象数据（1971年至2000年） | 库尔勒市气象数据（1971年至2000年） | 库尔勒市气象数据（1971年至2000年） | 库尔勒市气象数据（1971年至2000年） | 库尔勒市气象数据（1971年至2000年） | 库尔勒市气象数据（1971年至2000年） | 库尔勒市气象数据（1971年至2000年） | 库尔勒市气象数据（1971年至2000年） | 库尔勒市气象数据（1971年至2000年） | 库尔勒市气象数据（1971年至2000年） | 库尔勒市气象数据（1971年至2000年） | 库尔勒市气象数据（1971年至2000年） |
| 月份                               | 1月                                | 2月                                | 3月                                | 4月                                | 5月                                | 6月                                | 7月                                | 8月                                | 9月                                | 10月                               | 11月                               | 12月                               | 全年                               |
| ---------------------------------- | ---------------------------------- | ---------------------------------- | ---------------------------------- | ---------------------------------- | ---------------------------------- | ---------------------------------- | ---------------------------------- | ---------------------------------- | ---------------------------------- | ---------------------------------- | ---------------------------------- | ---------------------------------- | ---------------------------------- |
| 历史最高温 °C（°F）                | 8.5 (47.3)                         | 14.0 (57.2)                        | 24.9 (76.8)                        | 34.6 (94.3)                        | 36.3 (97.3)                        | 38.2 (100.8)                       | 40.0 (104.0)                       | 40.0 (104.0)                       | 36.2 (97.2)                        | 29.8 (85.6)                        | 20.1 (68.2)                        | 9.8 (49.6)                         | 40.0 (104.0)                       |
| 平均高温 °C（°F）                  | −1.5 (29.3)                        | 4.8 (40.6)                         | 13.3 (55.9)                        | 22.2 (72.0)                        | 27.6 (81.7)                        | 30.9 (87.6)                        | 32.8 (91.0)                        | 32.0 (89.6)                        | 27.0 (80.6)                        | 19.1 (66.4)                        | 8.8 (47.8)                         | 0.3 (32.5)                         | 18.1 (64.6)                        |
| 日均气温 °C（°F）                  | −7.0 (19.4)                        | −1.3 (29.7)                        | 7.1 (44.8)                         | 15.5 (59.9)                        | 21.0 (69.8)                        | 24.6 (76.3)                        | 26.4 (79.5)                        | 25.4 (77.7)                        | 19.9 (67.8)                        | 11.3 (52.3)                        | 2.2 (36.0)                         | −5.2 (22.6)                        | 11.7 (53.1)                        |
| 平均低温 °C（°F）                  | −11.8 (10.8)                       | −6.8 (19.8)                        | 1.0 (33.8)                         | 8.7 (47.7)                         | 14.4 (57.9)                        | 17.9 (64.2)                        | 19.8 (67.6)                        | 18.8 (65.8)                        | 13.2 (55.8)                        | 4.9 (40.8)                         | −2.9 (26.8)                        | −9.6 (14.7)                        | 5.6 (42.1)                         |
| 历史最低温 °C（°F）                | −25.3 (−13.5)                      | −20.7 (−5.3)                       | −10.4 (13.3)                       | −3 (27)                            | 1.6 (34.9)                         | 6.2 (43.2)                         | 10.6 (51.1)                        | 7.9 (46.2)                         | 1.9 (35.4)                         | −4.4 (24.1)                        | −16.6 (2.1)                        | −24.4 (−11.9)                      | −25.3 (−13.5)                      |
| 平均降水量 mm（）                  | 2.0 (0.08)                         | 1.5 (0.06)                         | 1.2 (0.05)                         | 2.0 (0.08)                         | 6.7 (0.26)                         | 9.9 (0.39)                         | 12.4 (0.49)                        | 8.6 (0.34)                         | 7.0 (0.28)                         | 4.1 (0.16)                         | 0.6 (0.02)                         | 1.4 (0.06)                         | 57.4 (2.27)                        |
| 平均降水天数（≥ 0.1 mm）           | 2.6                                | 1.0                                | 0.8                                | 1.4                                | 2.6                                | 5.2                                | 5.8                                | 5.3                                | 2.7                                | 1.3                                | 0.6                                | 1.7                                | 31                                 |
| 来源：中国天气网                   |                                    |                                    |                                    |                                    |                                    |                                    |                                    |                                    |                                    |                                    |                                    |                                    |                                    |

## 经济与城市荣誉
2025年，库尔勒市GDP总量1102.54亿元。库尔勒市连续荣获国家卫生城市、国家园林城市、国家环保模范城市、中国人居环境范例奖、中国优秀旅游城市、全国双拥模范城“六连冠”、CCTV2006中国十佳魅力城市等50多项国家级荣誉称号。是西北地区唯一荣获“五连冠”的全国文明城市，2019年库尔勒市入围全国综合实力百强县市榜单，位列第52位。同时，库尔勒市入围全国绿色发展百强县市榜单，位列第42位；入围全国科技创新百强县市榜单，位列第56位。2012年以来，库尔勒市被列入全国第三批发展改革试点城市、新疆优先发展的三个副中心城市，被确定为国家可持续发展试验区、国家智慧城市试点市、新疆创新型城市试点市、新疆综合交通枢纽示范市、新疆统筹城乡综合配套改革试点市。

## 行政区划
库尔勒市辖8乡、4镇、14个街道办事处、1个高新技术产业开发区、1个国有园艺场，驻有1个区直农场、兵团第二师所属2个团场，以及中石油塔里木油田分公司、塔管局、二十余个南疆铁路运管部门等中央、自治区单位。：
团结街道、萨依巴格街道、天山街道、新城街道、建设街道、朝阳街道、梨香街道、塔什店镇、上户镇、西尼尔镇、铁克其乡、恰尔巴格乡、英下乡、兰干乡、和什力克乡、哈拉玉宫乡、阿瓦提乡、托布力其乡、普惠乡、库尔楚园艺场、包头湖农场、普惠农场、巴州阿瓦提农场、巴州沙依东园艺场、巴州奶牛场、普惠牧场、经济牧场和库尔勒市良种场。

## 交通
- 216国道过境。
- 218国道0公里起点。
- 314国道过境。
- 吐和高速过境。
- 乌若高速过境。[13]
- 南疆铁路过境。
- 格库铁路终点。

主要客用火车站为库尔勒站，又名库尔勒东站，一等站，南疆铁路上的一站，南接库格铁路，隶属于乌鲁木齐铁路局。上行第一站塔什店站，下行第一站库尔勒北站，即库北站。途径14趟客车，其中4趟本站到发。所有进或出南疆车都要在本站摘挂机车。库尔勒市还设库尔勒北站（货运站）库尔勒西站（货运站）、库尔勒开发区南站、塔什店站。机场为库尔勒梨城机场。